# Abdel-Aziz Mehelba
Abdel Aziz Muhammad 'Azmi Abdel Aziz Mehelba (in arabo عبدالعزيز محمد عزمي عبدالعزيز محيلبة‎?; Alessandria d'Egitto, 10 dicembre 1988) è un tiratore a volo egiziano.
Ha partecipato ai Giochi di Rio de Janeiro 2016 e di Tokyo 2020, gareggiando nel tiro a volo, sia individuale che a squadre, assieme alla connazionale Maggy Ashmawy.
È il fratello dell'anch'esso tiratore a volo Azmy Mehelba.